# Torcé-en-Vallée
Torcé-en-Vallée – miejscowość i gmina we Francji, w regionie Kraj Loary, w departamencie Sarthe.
Według danych na rok 1990 gminę zamieszkiwały 784 osoby, a gęstość zaludnienia wynosiła 47 osób/km² (wśród 1504 gmin Kraju Loary Torcé-en-Vallée plasuje się na 680. miejscu pod względem liczby ludności, natomiast pod względem powierzchni na miejscu 704.).